# Левин (фамилия)
Левин — фамилия еврейского или, реже, русского происхождения (также Лёвин). Еврейская фамилия родственна вариантам Леви, Левинсон, Левинзон и многим другим.

## Этимология
Русская фамилия Левин образована от отчества из крестильного имени Лев и его производной формы Ле́ва. Это имя, пусть и не часто, применялось в крестьянской среде, давалось священниками. Фамилия Левин могла также образоваться от фамилии Лёвин (аналогичным образом произошедшей от разговорных форм того же имени Лёв и Лёва) в результате непростановки точек над буквой ё.
Другие производные фамилии от имени Лев: Левков, Левищев (от формы Левище, подобные формы в старину имени уменьшительное значение), Левичев (левич — «сын Льва», левичев — сын левича).
Фамилии Львин, Львовский и определённое число фамилий Львов созданы искусственно в семинарской среде и восходят не к имени Лев, а непосредственно к нарицательному лев (в христианской религии лев — символ святого Евангелиста Марка), а названия животных, не известных на Руси, не употреблялись в качестве прозвищ.

## Дворянский род
Левины — дворянский род Российской империи, включены в родословные книги Воронежской, Костромской, Олонецкой, Орловской и Пензенской губерний. В Общем гербовнике дворянских родов Российской империи герб рода Левиных имеет такое описание: 
Щит рассечён на две неравные части. В левой, меньшей (червлёной) части вертикально три серебряные шестиугольные звезды. В правой (золотой) части стоящий на задних лапах чёрный, с червлёными глазами и языком, лев. Щит увенчан дворянским коронованным шлемом. Нашлемник: три страусовых пера: среднее — золотое, на нём пчела натурального цвета, левое — чёрное, правое — червленое. Намёт: слева чёрный с золотом, справа червлёный с золотом.

## Распространённость фамилии
Как сообщается в статье, опубликованной на сайте Jewish.ru (Глобальный еврейский on-line центр), фамилия Левин встречается среди евреев значительно чаще, чем среди русских и украинцев. Особенно ярко это соотношение было выражено до революции в городах черты оседлости — так, в киевской адресной книге за 1915 год под фамилией Левин числятся 59 евреев и 1 христианин, в Одессе за 1914 год — 58 евреев и 3 христианина, в Кракове — 25 евреев и ни одного христианина.
Согласно этой же статье, фамилия Левин была наиболее распространённой еврейской фамилией в СССР. Так, в списке еврейских фамилий, составленном на основе телефонных справочников 70-х годов по шести городам с наиболее высокой численностью еврейского населения, эта фамилия является первой по числу носителей в Москве, Ленинграде, Днепропетровске и Харькове, третьей — в Одессе и шестой — в Киеве.